# 劉夢元
劉夢元（1508年—？），字伯始，直隸保定府安州人，民籍，明朝政治人物。

## 生平
嘉靖十年（1531年）辛卯科順天府鄉試第十三名舉人。嘉靖二十年（1541年）中式辛丑科會試第二百四十八名，登第二甲第三十六名進士。授褒城县知县，官至漢中府知府。

## 家族
曾祖劉珪，歲貢生；祖父劉表，義官；父劉倫，監生。母張氏。慈侍下。弟希元。